# Johnius glaucus
Johnius glaucus är en fiskart som först beskrevs av Day, 1876.  Johnius glaucus ingår i släktet Johnius och familjen havsgösfiskar. Inga underarter finns listade i Catalogue of Life.